# Rodnande puderskivling
Rodnande puderskivling (Cystolepiota hetieri) är en svampart som först beskrevs av Jean Louis Emile Boudier, och fick sitt nu gällande namn av Rolf Singer 1973. Rodnande puderskivling ingår i släktet Cystolepiota och familjen Agaricaceae.  Arten är reproducerande i Sverige. Inga underarter finns listade i Catalogue of Life.